# Rock This Party (Everybody Dance Now)
Rock This Party (Everybody Dance Now) è una canzone di Bob Sinclar, coprodotta da Cutee B e che figura alla parte vocale Dollarman, Big Ali e Makedah. La canzone campiona quasi interamente il brano del 1990 Gonna Make You Sweat (Everybody Dance Now), dei C+C Music Factory featuring Freedom Williams, ed è stato estratto come terzo singolo estratto dall'album Western Dream, il 22 agosto 2006. In Italia fu utilizzata come sottofondo per gli spot della Wind con Aldo, Giovanni e Giacomo.

## Il video
Il video per la regia del noto appunto regista e produttore che ha per protagonista David Beaudoin, lo stesso ragazzino dei video Love Generation e World, Hold On. Nel video, il ragazzo "esegue" il brano (accompagnato da due ragazzine), inizia imitando la scena interpretata da Tom Cruise in Risky Business e successivamente in ordine Smells Like Teen Spirit (Nirvana), il celebre chitarrista degli AC/DC Angus Young, Bob Marley, Eminem, Anthony Kiedis (frontman dei Red Hot Chili Peppers), Sean Paul, i Beatles al "The Ed Sullivan Show", Cry Me a River (Justin Timberlake), John Travolta nella La febbre del sabato sera e Thriller (Michael Jackson); compare inoltre lo stesso Bob Sinclar interpretando un vicino che si lamenta del volume troppo alto della musica.
Il video ha acquisito popolarità soprattutto grazie a YouTube dove ha ricevuto otto milioni di visite.

## Tracce
12" maxi single (Yellow Productions)
1. Rock This Party (Everybody Dance Now) [Club Mix] 5:02
2. Rock This Party (Everybody Dance Now) [Dub Mix] 4:28

5" maxi single (541)
1. Rock This Party (Everybody Dance Now) [Radio Edit] 3:16
2. Rock This Party (Everybody Dance Now) [Club Mix] 5:02
3. Rock This Party (Everybody Dance Now) [Dub Mix] 4:28

## Classifiche internazionali
| Classifica                       | Posizione in classifica |
| -------------------------------- | ----------------------- |
| Australian ARIA Singles Chart    | 6                       |
| Austrian Singles Chart           | 12                      |
| Belgian (Flanders) Singles Chart | 1                       |
| Belgian (Wallonia) Singles Chart | 1                       |
| Czech Dance Chart                | 1                       |
| Danish Singles Chart             | 19                      |
| Dutch Top 40                     | 9                       |
| Dutch Singles Chart              | 12                      |
| Eurochart Hot 100 Singles        | 3                       |
| Finnish Singles Chart            | 3                       |
| French Singles Chart             | 3                       |
| German Singles Chart             | 18                      |
| Irish Singles Chart              | 4                       |
| Italian Singles Chart            | 4                       |
| Latvian Airplay Top              | 6                       |
| New Zealander Singles Chart      | 30                      |
| Norwegian Singles Chart          | 16                      |
| Romanian Top 100 Singles Airplay | 2                       |
| Swedish Singles Chart            | 14                      |
| Swiss Singles Chart              | 4                       |
| UK Official Singles Chart        | 3                       |
| U.S. Hot Dance Club Play         | 1                       |